# Joseph Paul Gaimard
Joseph Paul Gaimard (31 tháng 1 năm 1793 – 10 tháng 12 năm 1858) là một bác sĩ phẫu thuật hải quân kiêm nhà động vật học người Pháp.

## Tiểu sử
Gaimard sinh tại Saint-Zacharie. Năm 1816, Gaimard theo học ngành y khoa tại một trường y học hải quân ở Toulon và trở thành bác sĩ phẫu thuật hải quân Cùng với Jean René Constant Quoy, Gaimard đã theo ngành tự nhiên học và là bác sĩ phẫu thuật làm việc trên con tàu Uranie do Louis de Freycinet chỉ huy (1817–1820), sau đó là trên con tàu Astrolabe (1826–1829) dưới sự chỉ huy của Jules Dumont d'Urville.
Tháng 7 năm 1823, Quoy và Gaimard đã trình bày một báo cáo cho Viện Hàn lâm Khoa học Pháp về nguồn gốc hình thành của các rạn san hô. Tác phẩm nghiên cứu của họ đã được trích dẫn bởi Charles Darwin trong sách chuyên khảo của ông về sự hình thành các rạn và đảo san hô.
Trong chuyến thám hiểm trên tàu Astrolabe, Quoy và Gaimard đã thu thập được mẫu vật của Tachygyia microlepis, một loài thằn lằn bóng khổng lồ hiện đã tuyệt chủng ở Tonga.
Trong ngành y khoa, Gaimard đã nghiên cứu về căn bệnh dịch tả tại Nga, và sau đó là tại Pháp vào năm 1832. Ông cũng đã cho xuất bản tác phẩm khoa học Du choléra-morbus en Russie, en Prusse et en Autriche, pendant les années 1831-1832, đồng tác giả với Nicolas Vincent Auguste Gerardin.
Gaimard đã dẫn đầu đoàn khoa học trong chuyến thám hiểm đến Bắc Băng Dương (1835–1836) trên tàu La Recherche. Từ năm 1838 đến năm 1840, một lần nữa trên con tàu La Recherche, ông là trưởng nhóm khoa học đến Sápmi, Svalbard và quần đảo Faroe.

## Các chi và loài được đặt theo tên của Gaimard
- Bettongia gaimardi (Desmarest, 1822)
- Byblis gaimardi (Krøyer, 1846)
- Coris gaimard (Quoy & Gaimard, 1824)
- Eualus gaimardii (H. Milne Edwards, 1837)
- Lophurella gaimardii (Gaudichaud ex C.Agardh)  De Toni, 1905
- Phalacrocorax gaimardi, (Lesson & Garnot, 1828)
- Stenophis gaimardi Schlegel, 1837